# A-ba-ba-ha-la-ma-ha
Založba Ivana Malkoviča "A-ba-ba-ha-la-ma-ha" je ukrajinska založba, ki je bila ustanovljena leta 1992. Postala je prva zasebna založba otroških knjig v neodvisni Ukrajini. Leta 2008 je začela izdajati knjige tudi za širše občinstvo. Ustanovitelj, kot tudi direktor in glavni urednik založbe je Ivan Malkovič. Pod njegovim nadzorom so vse knjige od rokopisa pa vse do zadnjega procesa tiskanja.

## Zgodovina
Ime založbe izvira iz fraze "a-ba-ba-ha-la-ma-ha", ki je bila prvič uporabljena v kratki zgodbi Ivana Franka z naslovom Hriceva škilna nauka (Hricevo šolanje), kjer se glavni junak zgodbe nauči brati zloge z uporabo fraze "a-ba-ba-ha-la-ma-ha" (gre za A baba halamaha, kar dobesedno pomeni In babica besediči).
Založba za otroke od 2. do 102. leta starosti je izdala svojo prvo knjigo z naslovom Ukrajinska abeceda julija 1992. Ivan Malkovič je v intervjuju dejal: "Sprva sploh nisem razmišljal o založbi. Vse kar sem imel v mislih je bila abecedna knjiga, ki se začne z besedo Angel. Abecedo nisem hotel začeti z besedami kot Autobus in Akula (Morski pes) ali s čimer drugim. Hotel sem, da se knjiga začne z besedo Angel."
Leta 1995 je newyorška založba Alfred A. Knopf od založbe A-ba-ba-ha-la-ma-ha kupila pravice za izdajo knjige Mačka in petelin. To je bilo prvič, da se je znana zahodna založba začela zanimati za knjigo ukrajinske založbe.
Po uspehu na mednarodnem moskovskem knjižnem sejmu leta 2001 se je Malkovič odločil, da bo v Rusiji odprl podružnico, ki je bila odprta v Moskvi leta 2004. Založba je pričela izdajati knjige v ruskem jeziku, ki naj ne bi bile distributirane v Ukrajini.
Nov prevod Hamleta v ukrajinski jezik, ki ga je naredil Jurij Andruhovič, je bil izdan leta 2008. Za prevod je založba dobila veliko nagrado ukrajinskega tekmovanja za najboljšo knjigo Lvovvivovega založniškega foruma.
S tem, ko je založba A-ba-ba-ha-la-ma-ha postala ena najbolj znanih založb v Ukrajini je izdala več kot 100 knjig in naredila več kot 4.000.000 kopij. Svoje pravice za izdajo knjig je prodala v 19 drugih držav.
Direktor založbe A-ba-ba-ha-la-ma-ha Ivan Malkovič je novembra 2011 dejal, da so založbo poskusili oropati.